# Црква Светог Сергија Радоњешког (Нижњи Новгород)
Црква Светог Сергија Радоњешког  је парохијски храм Нижегородског деканата, Нижегородске епархије Руске православне цркве. Ова црквена грађевина једна је од најстаријих цркава у историјском округу Започајније, која је датована у 1621. годину.
Још у средњем веку, на овом месту постојао је храм који је био део Сергијевог манастира на Петушкову. Касније је манастир укинут, али је црква брвнара постојала све до 1701. године, када је поново озидана, али овога пута у камену.
Постојећи храм који је грађен од 1865.до 1869.године по пројекту архитекте Николаја Фелдмана, освећен 1869. године.
У цркви су сачувани јединствени мурали с почетка 20. века, рађени у неоруском стилу.

## Назив
Црква је названа по Сергију Радоњешком (рус. Сергий Радонежский; 3. мај 1314 — 25. септембар 1392) монаху и светитељу Руске православне цркве, оснивач манастира Свете Тројице у Сергијевом Посаду близу Москве и обновитељу монаштва у северној Русији. Током свог живота Сергеј Радоњешки чинио је многа чуда. Људи су долазили из разних градова тражећи исцељење за своје болести и чују поуке, а понекад чак и само га виде. Према предању васкрсао је дечака, који је умро на рукама свога оца.
Руска православна црква прославља га 5. јула по јулијанском календару.

## Положај и заштита
Црква Светог Сергија Радоњешког се налази се у улици Сергијевскаја у Нижњем Новгороду, познатој по великом броју старих вила, међу којима се истиче црква са својим златним куполама.
Локација цркве између Федоровског насипа и Иљинске улице, која је мало удаљена од уобичајених туристичких рута, хармонично се уклапа и допуњује околни пејзаж историјски део града Нижњи Новгород из периода од 19. до 21. века,
Црква Светог Сергија Радоњешког је под заштом државе јер је проглашена за објекат културног наслеђа народа Руске Федерације од регионалног значаја. У регистру културних добара заведена је под бројем 521610470420005, као Културно наслеђе области Нижњи Новгород, на основу Одлуке Извршног одбора Горског регионалног већа народних посланика бр. 471 од 18. децембра1989 .

## Историја

### Сергијев манастир на Петушкову
Црква посвећена Светом Сергију Радоњешком једнан је од најстаријих храмова у Започају. Први помен о њој односи се на 1621. годину, када је у катастарској књизи записана као манастир:
„Сергијев манастир, који је на Петушкову“.

Ко је и када основан манастир нема материјалних доказа, а нема ни података о времену његовог престанка постојања. Претпоставља се да је у 14. веку прво настао мали манастир у региону Започајније, назван Петушки ( Петушкова Гора ) , о чему говори овакав опис у писарској књизи манастира:
Манастир Сергија, налази се на Петушкову, а у њему се налази црква Сергија Радоњешког чудотворца и Соловетска капела чудотвораца Зосиме и Савватеја ... а на звонику су два звона. И црква у којој има слика и књига, и одежде, и звона на звонику, и свакакве црквене грађевине – манастирске су и световне. Да, на манастиру су света врата, а на светим вратима Деесис...у манастиру има 5 келија црних старешина, а игумена и братију храни црква Божја, а владарску плату - руги - им не даје.

Цитат из Писарске књиге о Нижњем Новгороду (1621).

### Прва камена црква
Првобитна дрвена црква изгорела је у разорном пожару 1701. године. Након овог пожара познати трговац Афанаси Олисов, који је живео у Иљинској Слободи, одлучио је да о свом трошку изгради нову камену цркву. Овај догађај овако је забележио хроничар Нижњег Новгорода:
У лето 1702. године почела је да се гради камена црква у Нижњем Новгороду у част Спаситеља Свемилостиве иконе Нерукотворене и Сергија Чудотворца. А гост Афанасије Олисов сагради ту цркву у близини свог дворишта.

„Нижњи Новгород хроничар.
Саграђена црква је била мала петокуполна грађевна, са пространом трпезаријом и високим четвороводним звоником, украшеним мравињаком и црепом. Међутим, нови храм није био дугог века, јер је и он изгорео у великом пожару 25. јуна 1715. године. Црква је убрзо обновљена о трошку имућних парохијана, али су многи декоративни елементи током пожара страдали и изгубљени .

Крајем 18. века Сергијеву цркву је поново освештао епископ Нижњи Новгородски и Алатирски Дамаскин (Руднев) , о чему сведочи сачувани свети антимен . На антимени се не чита тачан датум освећења, веч само 1. јул. Није познат разлог зашто је храм поново освећен, а о њему постоји овакј запис:
Овај антимен је свештена трпеза за приношење бескрвне жртве у божанској литургији, освећена благодаћу Пресветог и животворног Духа: Ради тога даје власт служења у цркви Светог Сергија г. Радоњеж Чудотворац и Свети апостол Јаков Заведејев.
Двадесетих година 18. века црквене власти одлучиле су да се дотрајали храм обнови. Његово Преосвештенство Мојсије (Близанци-Платонов) је 22. августа 1822. године поднео на разматрање и благослов Светом Синоду предлог за Фасаду за преправку Сергијеве цркве на Иљинци“. Аутор пројекта реконструкције био је градски архитекта Нижњег Новгорода Георг Кизеветер.
У току радова потпуно је демонтиран врх цркве и уместо крова постављена је мала полулоптаста купола са једном куполом , проширени су прозори, а све фасаде су урађене у стилу руског класицизма. Изглед цркве се драматично променио. У овом облику, храм је касније приказан на гравури уметника Дмитрија Бистрицког  .

Током 1850-их, црква је овако описана у монографији Николаја Храмцовског „Кратка историја и опис Нижњег Новгорода:
Споља, Сергијева црква византијске архитектуре са две куполе: једна купола над главним храмом, друга над Николском капелом; на обе главе су позлаћени уклесани крстови. Уместо венаца, Сергијева црква је завршена шареним гипсаним плочицама, на којима су приказане разне птице...Ова црква има веома низак звоник, са шатором.

### Други камени храм
Упркос обнови из 1820-их, одлучено је да се то уради и у другој половини 19. века. Када је пројекат одобрен у Санкт Петербургу , пратећа белешка епископа Нектарија (Надеждина) садржала је податке о разлозима изградње нове цркве:
Постојећи у име Св. Црква Светог Сергија у Нижњем Новгороду, подигнута 1715. године, толико је пропала да су се више пута предузимане мере за њено одржавање показале као незадовољавајуће
Дана 20. јуна 1864. године у Одељењу за пројекте и процене регистрован је почетни пројекат нижњеновгородског архитекте Николаја Фелдмана. Након разматрања, пројекат је оцењен као "технички неодобравајући". Пројекат је убрзо прерађен и нови цртежи су послати на одобрење Главној управи за железнице и јавне зграде, а затим су предати на одобрење и цару. Начелник одељења генерал-потпуковник Павел Мелников лично је уручио цртеже Александру II, а он је одобрио пројекат 11. децембра 1864. године.
Следеће 1865. године, под надзором архитекте Роберта Килевејна , почела је градња храма , која је завршена четири године касније, тачније 1869. године, донацијама парохијана.
За време епископа Филарета (Малишевског) освећена је нова величанствена црква у византијском стилу са четворостепеним звоником. Главни олтар цркве је освећен у част лика Спаситеља Нерукотворног, северни део – у част Сергија Радоњешког, јужни део – и у част Светог Николе.
Године 1872. године, на захтев свештенства, дозидане су додатне мале просторије уз звоник (испод сакристије и порте), а саграђен је наткривени западни трем.
Почетком 20. века унутрашњост храма је живописана у такозваном неоруском стилу.
Дана 31. јануара 1911. године епископ Јоаким (Левицки) је поново осветио храм. Не зна се зашто је дошло до освећења. Претпоставља се да је то било повезано са унутрашњом фрескодекорацијом.
До 1918. године парохија храма се састојала од најближих 65 кућа, и званично је имала 930 парохијана.
Епархијска верска школа
У близини цркве налазила се епархијска верска школа, изграђена у периоду од 1871 до 1872. године о трошку свештенства Нижегородског школског округа, као и донацијама почасног старатеља, трговца Андреја Бочкарева. Након тога, школа је почела да се зове Сергијевски, јер се зграда заправо налазила на простору црквене порте. Слично име добила је и насеобина, у којој су се налазиле образовне зграде и економске службе.
У Сергијевској школи отворена је обимна духовна библиотека у којој је било више од 2 хиљаде публикација .
У периоду од 1891. до 1893. године Сергијевска богословска школа је обновљена по пројекту епархијског архитекте Александра Никитина (данас - улица Сергијевскаја, 25)  .

### Совјетски период
У годинама совјетске власти, свештенство цркве Светог Сергија било је изложено репресијама. У јесен 1937. оптужени су, као и сво свештенство Горковске епархије, за заверу и учешће у раду „фашистичке цркви, диверзантској, терористичкој, шпијунској и побуњеничкој организацији“, на чијем је челу био митрополит Феофан (Туљаков).
Дана 5. августа 1937. године по налогу локалних власти ухапшени су:
- свештеници – Јован Руновски и Авенир Иљински,

- ђакони – Алексије Батистов и Александар Сергијевски.

Месец дана касније, 13. септембра, ухапшен је прекобројни ђакон Виктор Сергијевски.
Одлуком Посебне тројке при УНКВД од 21. септембра 1937. јереј Јован, јереј Авенир, ђакон Алексије и ђакон Александар осуђени су на смртну казну. Казна је извршена 4. октобра 1937. године. Ђакон Виктор Сергијевски је стрељан 11. децембра 1937. године.
Дана 9. октобра 1937. године, због одсуства свештенства, председник црквеног савета А. Н. Федоров поднео је петицију окружним властима са захтевом за прихватање црквене имовине и кључева цркве. Следећег дана, Президијум Окружног већа Кујбишева донео је званичну одлуку о ликвидацији цркве и преносу зграде у центар за обуку Осовиахим. На Одлуку је 27. октобра сагласност до Президијум Градског већа. Како је тачно дошло до ликвидације цркве – о овоме нису сачувани документи.
Дана 27. маја 1938. године, одлуком градског већа, зграда цркве је пренета организацији „Уметник”. Храм је преграђен у уметничке радионице, док су куполе, два нивоа звоника демонтирани, пробушени и опремљени новим прозорима и балконом. Ипак, у унутрашњости храма случајно је сачувана фрескодекорација прекривена белом бојом.

### Савремено доба
Године 2003. црква је преведена на Нижегородску епархију . Наредне 2004. године, према пројекту архитекте-рестауратора В. А. Широкова, на њој су започели грађевински и рестаураторски радови на цркви и звонку. Октобра 2006. звоник је потпуно опремљен, након што је на њему постављено 12 звона, од којих је највеће тешко 4 тоне.
Црква је након обнове поново освећен 4. новембра 2006. године, од стране архиепископ нижегородски и арзамаског Георгија, уз саслуживање епископа сергијевопосадског Теогноста и брјанског и севског Теофилакт. Након освећења, у храму је служена прва Божја Литургија којој је присуствовао први потпредседник Владе Руске Федерације Дмитриј Медведев .
Дана 27. јануара 2010. године у цркви је служен молебан равноапостолној Нини на грузијском језику.
Архиепископ нижегородски и арзамаски Георгије је 31. децембра 2011. године освештао десну припрату храма – у част светог Николаја, архиепископа и Ликијског, чудотворца.
Дана 6. маја 2012. године, Митрополит Нижегородски и Арзамаски Георгије, у саслужењу са Епископом Городецким и Ветлушким Августином и Епископом Виксијским и Павловским Варнавом, освештао је леви параклис храма у част свих светитеља Нижњег Новгорода.

## Архитектура
Архитектонске форма цркве Светог Сергија Радоњешког направљена је намерно у рељефу, и имаа много заједничког са традиционалним облицима древних руских цркава.
Године 1872, на захтев свештенства Р. И. Килеване, је пројектовао и саградио на бочним странама основе звоника и спуштене овалне просторије, чиме је нарушен интегритет уметничке слике храма, али који је свештенству дао додатне просторе за верске делатности.
Историчар Храмцовски, из Нижњег Новгорода у 19. веку, овакоје описао храм:
Споља је Сергијева црква византијске архитектуре са две куполе: једна изнад главног храма, друга изнад Николске капеле; на обе куполе налазе се позлаћени уклесани крстови.

### Фрескодекорација
Почетком 20. века унутрашњост храма је живописана у такозваном неоруском стилу.

### Тронови за иконе у цркви
- Главни трон је за укону у част Светог Сергија Радоњешког (18. јул, 8. октобар), који је освећен 4. новембра 2006. године.

- Десни придворски трон који је у славу светог Николаја, архиепископа света Ликијског, чудотворца (19. децембар, 22. мај), освећен је 31.децембра 2011. године.

- Леви пролаз, са троном за икону у част свих светитеља Нижњег Новгорода (прослава 1. недеље после 26. августа), који је освећен 6. маја 2012. године.
- Трон у припрати - у част светих преподобних Зосиме, Савватија и Германа Соловецког и преподобног Серафима Саровског.[9]

## Богослужбени предмети
Црква Светог Сергија Радоњешког у Нижњем Новгороду, у својој ризници посдује следеће значајније богослужбене предмете:
- Икона Светог Сергија Радоњешког са честицом моштију  . Израдили монаси радионице Тројице-Сергијеве лавре 2006. године. Више од 10 година служи се молебан пред овом иконом недељом после Свете Литургије. Слика је била главна светиња изложбе-сајма „Широка Масленица“ на сајму у Нижњем Новгороду од 5. до 13. фебруара 2010.
- Икона Богородице „Феодоровскаја“
- Икона Богородице "Не плачи за мном, мајко"
- Икона Богородице „Неисцрпна чаша“. Насликала за цркву Православна заједница глувих и наглувих „Спас”
- Икона Богородице "Царица"
- Икона Светог Серафима Саровског са честицом моштију (раст). Насликала за цркву Православна заједница глувих и наглувих „Спас”
- Икона Светог Николаја Чудотворца са честицом моштију (раст). Насликала за цркву Православна заједница глувих и наглувих „Спас”
- Икона Светог Спиридона Тримифунтског са честицом моштију
- Икона светих кнеза Петра и кнегиње Февроније Муромских са честицама моштију (у целости) Насликала за храм Православна заједница глувих и наглувих „Спас“ 2010. године.
- Икона Блажене Матроне Московске
- Икона Блажене Ксеније Петроградске Насликала за цркву Православна заједница глувих и наглувих "Спас"
- Икона Светог Луке Кримског са честицом моштију
- Икона Светог великомученика и исцелитеља Пантелејмона са честицом моштију
- Икона Светог Пајсија Светогорца
- Икона монаха Нила Мироточивог, Атона, са каменчићем из његове келије
- Икона светих пророка Исаије и Јеремије
- Икона "Исцељење глувонемих". према јеванђелској историји Мк, 31 кредит, 7, 31-37. Насликала за храм Православна заједница глувих и наглувих „Спас“.
- Икона Богородице „Утоли туге моје“. Насликала за цркву Православна заједница глувих и наглувих „Спас”
- Копија крста Свете равноапостолне Нине, просветитељке Грузијске. Крст је направљен у Грузији и причвршћен за крст Свете Нине, који се налази у Сиони, катедрала у Тбилисију
- Икона Богородице Владимирске. Насликала за цркву Православна заједница глувих и наглувих „Спас”

## Образовне активности у цркви

#### Православни омладински центар
У цркви ради Православни омладински центар, чије главне делатности су проучавање Светог писма и друштвено мисионарство. Састанци се одржавају недељом у 14.00 часова.

#### Православни центар за глуве.
Од децембра 2006. године при храму ради Православни центар за глувонеме, а недељом се служи литургија са преводом на знаковни језик.
Приликом креирања центра коришћено је искуство стечено у манастира Симонов, у коме се до тада већ неколико година обављао рад са глувим и наглувим верницима.

#### Православни породични клуб
У православном породичном клубу састанци у виду разговора уз чај одржавају се недељом после литургије, или суботом у 12 часова. Главне активности: социјално мисионарски рад, разговори о актуелним темама савременог живота уз ангажовање специјалиста.
Од децембра 2006. године при храму ради Православни центар за глувонеме, а недељом се служи литургија са преводом на знаковни језик. Приликом креирања центра коришћено је искуство стечено у манастира Симонов, у коме се до тада већ неколико година обављао рад са глувим и наглувим верницима.
Суботом и недељом у храму се одржавају састанци Православног омладинског центра и Клуба православних породица, чија је једна од делатности друштвено мисионарење .

## Распоред богослужења
Богослужење у цркци обављају се свакодневно у 8.00 – литургија, у 16.00 – вечерње богослужење.
Недељом и празницима у 8.00 - исповест, у 9.00 - литургија, дан раније у 16.00 - свеноћно бденије, исповест.
После литургије – молебан са акатистом Светом Сергију Радоњешком.